# هنس ولزهفر
هنس ولزهفر (انگلیسی: Hans Walzhofer؛ زادهٔ ۲۳ مارس ۱۹۰۶) یک بازیکن فوتبال اهل اتریش است.
وی همچنین در تیم ملی فوتبال اتریش بازی کرده است.